# Rutylapa boudinoti
Rutylapa boudinoti är en tvåvingeart som beskrevs av Loïc Matile 1988. Rutylapa boudinoti ingår i släktet Rutylapa och familjen platthornsmyggor.
Artens utbredningsområde är Nya Kaledonien. Inga underarter finns listade i Catalogue of Life.